# Neolescuraea robusta
Neolescuraea robusta là một loài Rêu trong họ Leskeaceae. Loài này được (Lindb.) Nog. mô tả khoa học đầu tiên năm 1972.